# Bia ôm
Bia ôm là một loại hình tệ nạn xã hội gần gũi với tệ nạn mại dâm, trong đó người đàn ông uống bia đến địa điểm kinh doanh bia ôm ăn nhậu, có sự phục vụ của nữ tiếp viên (gái bia ôm) ăn mặc gợi cảm. Việc kinh doanh bia ôm không được pháp luật Việt Nam thừa nhận. Do đó, loại hình này thường hoạt động chui, núp bóng dưới các hình thức kinh doanh hợp pháp. Tệ nạn này đang ngày càng phát triển ở Việt Nam, đặc biệt là ở các thành phố lớn.